# Torneo de Berlín 1990
La Lufthansa Cup German Open 1990 fue un torneo de tenis femenino, disputado del 14 al 20 de mayo de 1990. Fue un evento de categoría Tier I que se jugó en canchas de polvo de ladrillo como preparativo para el segundo Grand Slam del año, Roland Garros. Fue la 75.ª edición del torneo y tuvo lugar en el Rot-Weiss Tennis Club en la capital alemana, Berlín.

## Campeonas

### Individual femenino
Mónica Seles venció a  Steffi Graf por 6–4, 6-3.

### Dobles femenino
Nicole Provis /  Elna Reinach vencieron a  Hana Mandlíková /  Jana Novotná por 6-2, 6-1